# Olstrup Sogn
Olstrup Sogn var et sogn i Maribo Domprovsti (Lolland-Falsters Stift).
Sognet indgik 1. juli 2022 i Errindlev-Olstrup-Tågerup Sogn
I 1800-tallet var Olstrup Sogn anneks til Errindlev Sogn. Begge sogne hørte til Fuglse Herred i Maribo Amt. Errindlev-Olstrup sognekommune blev ved kommunalreformen i 1970 indlemmet i Holeby Kommune, der ved strukturreformen i 2007 indgik i Lolland Kommune.
Olstrup Sogn ligger Olstrup Kirke.

I sognet findes følgende autoriserede stednavne:
- Assenbølle (bebyggelse, ejerlav)
- Bjernæs (bebyggelse, ejerlav)
- Bjernæs Fælled (bebyggelse)
- Bjernæs Husby (bebyggelse)
- Brunddragene (areal, bebyggelse)
- Drummeholm (areal)
- Horskær (bebyggelse)
- Lungholm (bebyggelse, ejerlav, landbrugsejendom)
- Lyttesholm (areal)
- Magleholm (areal)
- Olstrup (bebyggelse)
- Pilet (bebyggelse, ejerlav)
- Piletgård (bebyggelse)